# Casa de muñecas (película de 1943)
Casa de muñecas es una película argentina en blanco y negro dirigida por Ernesto Arancibia según el guion de Alejandro Casona sobre la obra homónima de Henrik Ibsen que se estrenó el 21 de septiembre de 1943 y que tuvo como protagonistas a Delia Garcés y George Rigaud.

## Sinopsis
Nora Helmer es una esposa devota que vive aparentemente feliz con su esposo Torvald. Sin embargo, a medida que avanza la trama, se revela que ha cometido un acto ilegal para salvar la vida de su marido, lo que desencadena un enfrentamiento con él. A medida que Nora toma conciencia de su situación y del control que Torvald ejerce sobre ella, se enfrenta a la difícil decisión de continuar con su vida como hasta ahora o buscar su independencia, en un desenlace que desafía las normas sociales de la época.

## Reparto
- Delia Garcés	... 	Nora
- George Rigaud	... 	Torvald
- María Arrieta
- Agustín Barrios
- Olga Casares Pearson
- Orestes Caviglia
- Sebastián Chiola
- Elena Marcó
- Camelia de Maucci
- Jeannette Morel
- Angelina Pagano
- Mirtha Reid
- Alita Román       ...	Cristina
- Salvador Sinaí

## Impacto Cultural
La canción Que Se Puede Hacer Salvo Ver Películas, interpretada por Charly García como parte del álbum Películas de su proyecto musical La Máquina de Hacer Pájaros, contiene un diálogo de la película: 
—Tal vez mis palabras te hayan parecido egoístas, pero piensa que era mi honor el que estaba en peligro. Los hombres no sabemos dar la honra por amor.

—Las mujeres sí. Ese es nuestro orgullo.

## Críticas
Calki opinó en El Mundo “se pierde en el marco demasiado moderno en que lo sitúa la adaptación hecha por el cine local”, el cronista de La Nación escribió que había “una labor interpretativa dignamente resuelta …la versión interesante y cuidada” y para Manrupe y Portela se trata de un filme correcto en su momento pero que hoy se lo ve anticuado y estático.

## Premio
Por este filme la Academia de Artes y Ciencias Cinematográficas de la Argentina le otorgó el premio Cóndor Académico al mejor actor de reparto de 1943 a Orestes Caviglia.